# Ignite/Good Riddance
Ignite/Good Riddance is een split-ep van de Amerikaanse hardcore punk-bands Ignite en Good Riddance, dat werd uitgegeven in 1996 door het label Revelation Records. De nummers van Good Riddance zijn oorspronkelijk twee van de zeven demo's die zijn opgenomen tijdens de opnamesessies voor het studioalbum A Comprehensive Guide to Moderne Rebellion. Deze zeven demo's zijn echter niet op het album te horen. De ep bevat een cover, namelijk het nummer "Banned in D.C." van de hardcore afro-punk band Bad Brains.

## Nummers
Kant A (Ignite)
1. "Past Our Means"
2. "Banned in D.C."

Kant B (Good Riddance)
1. "Twenty-One Guns" - 2:05
2. "Class War 2000" - 1:41

## Muzikanten
Ignite
- Zoli Téglás - zang
- Joe D. Foster - gitaar
- Brett Rasmussen - basgitaar
- Casey Jones - drums

Good Riddance
- Russ Rankin - zang
- Luke Pabich - gitaar
- Chuck Platt - basgitaar
- Sean Sellers - drums